# Sharon Duncan-Brewster
Sharon Duncan-Brewster, née le 8 février 1976 à Londres, en Angleterre, est une actrice britannique.

## Filmographie

### Cinéma
- 2001 : Love Is Not Enough de Mark Norfolk : Mary Carter
- 2005 : Imagine Me and You de Ol Parker : Mme Fosley[1]
- 2006 : Shoot the Messenger de Ngozi Onwurah : Sherlene
- 2008 : Three and Out de Jonathan Gershfield : Yvonne
- 2011 : Blooded de James Walker : Eve Jourdan
- 2016 : Rogue One: A Star Wars Story de Gareth Edwards : Sénatrice Tynnra Pamlo[1]
- 2021 : Dune de Denis Villeneuve : Liet-Kynes[1]
- 2022 : Enola Holmes 2 de Harry Bradbeer : Mira Troy / Moriarty
- 2025 : Ballerina de Len Wiseman : Nogi

### Télévision
- 1991 : 2point4 Children : Maureen (1 épisode)
- 1992-1996 : The Bill : Aisha Bedford et Donna (2 épisodes)
- 1999 : Casualty : Clare Johnson (1 épisode)
- 1999-2002 : Les Condamnées : Crystal Gordon (44 épisodes)
- 2002 : Babyfather : Evelyn (2 épisodes)
- 2004-2010 : Holby City : Eve King, Carmel Newland et Louise O'Connor (3 épisodes)
- 2005 : Meurtres en sommeil : Sarah Baker (2 épisodes)
- 2005-2007 : Doctors : Cleo Potter et Rachel Roberts (2 épisodes)
- 2007 : Coming Up : Annette (1 épisode)
- 2009 : EastEnders : Trina (15 épisodes)
- 2009 : Doctor Who : Maggie Cain (1 épisode)
- 2011-2013 : Top Boy : Lisa (8 épisodes)
- 2011-2015 : Rastamouse : Scratchy et autres personnages (23 épisodes)
- 2013 : La Bible : la mère de Samson (1 épisode)
- 2013-2014 : The Mimic : Dionne (4 épisodes)
- 2015 : Cucumber : Maureen (2 épisodes)
- 2015 : Unforgotten : l'avocat de CPS (1 épisode)
- 2015 : Cuffs : Karen (1 épisode)
- 2019 : Years and Years : Fran Baxter (6 épisodes)
- 2019-2020 : Sex Education : Roz Marchetti (8 épisodes)
- 2021 : Intergalactic : Tula (7 épisodes)
- 2023 : Abysses : Samantha Crowe
- 2023 : Star Wars: The Bad Batch : Sénatrice Tynnra Pamlo (voix)
- 2025 : Andor : Sénatrice Tynnra Pamlo (1 épisode)

### Jeux vidéo
- 2016 : FIFA 17 : Cat Hunter
- 2017 : FIFA 18 : Cat Hunter
- 2018 : FIFA 19 : Cat Hunter